# Daryl Beattie

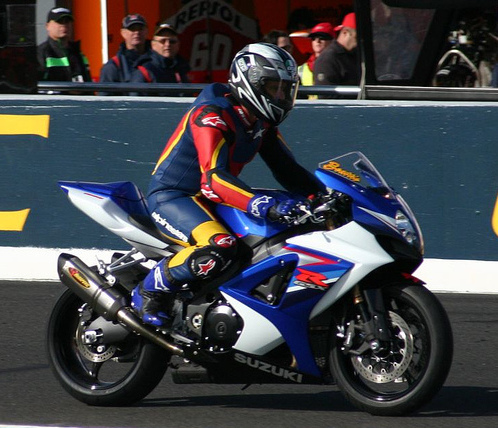
Daryl Beattie 2007.

Daryl Beattie, född den 26 september 1970 i Charleville i Australien, är en f.d. roadracingförare som slutade tvåa i 500GP säsongen 1995. Beattie gjorde VM-debut 1989 i Australien som wildcard. Han upprepade det 1990 och blev fyra. Beattie vann åttatimmars på Suzuka tillsammans med Wayne Rainey 1992 och fick sedan chansen med Hondas fabriksteam i 500GP. Han vann sitt första Grand Prix i Tyskland 1993 på Hockenheimbanan och blev trea i VM. Roadracing-VM 1994 blev ett skadedrabbat mellanår med Roberts Yamaha, men till säsongen 1995 var han fabriksförare för Suzuki. Beattie vann två Grand Prix och slutade tvåa i VM efter Hondas Mick Doohan. 1996 blev förstört av krascher han inte riktigt återhämtade sig ifrån och Beattie avslutade sin motorcykelkarriär efter säsongen 2007.

## Segrar 500GP
| Nr | Grand Prix | År   |
| -- | ---------- | ---- |
| 1  | Tyskland   | 1993 |
| 2  | Japan      | 1995 |
| 3  | Tyskland   | 1995 |